# Xã Anthony, Quận Montour, Pennsylvania
Xã Anthony (tiếng Anh: Anthony Township) là một xã thuộc quận Montour, tiểu bang Pennsylvania, Hoa Kỳ. Năm 2010, dân số của xã này là 1.501 người.